# Triclis olivaceus
Triclis olivaceus är en tvåvingeart som först beskrevs av Friedrich Hermann Loew 1851.  Triclis olivaceus ingår i släktet Triclis och familjen rovflugor. Inga underarter finns listade i Catalogue of Life.